# Lassaad Jaziri
Lassaad Jaziri, né le 1er février 1990, est un footballeur tunisien. Il évolue au poste d'attaquant avec le Sajer FC (en).

## Clubs
- juillet 2010-juillet 2015 : Étoile sportive du Sahel (Tunisie)
- juillet 2015-septembre 2017 : Avenir sportif de La Marsa (Tunisie)[1]
- septembre 2017-juillet 2018 : Union sportive de Ben Guerdane (Tunisie)
- juillet 2018-janvier 2019 : Ismaily Sporting Club (Égypte)
- juillet 2019-août 2021 : Al-Nahda Club (Arabie saoudite)
- août 2021-août 2022 : Union sportive de Ben Guerdane (Tunisie)
- août 2022-janvier 2023 : Union sportive de Tataouine (Tunisie)
- depuis janvier 2023 : Sajer FC (en) (Arabie saoudite)